# Casa de la Misericòrdia (Sogorb)
La Casa de la Misericòrdia de Sogorb, a la comarca de l'Alt Palància, és un antic hospital, transformat actualment en hotel, catalogat com bé de rellevància local.

## Història
L'edifici es va realitzar a iniciativa del Bisbe Gómez Haedo. Originàriament pot datar-se al segle xviii, es va construir amb materials recuperats de l'antic Alcàsser de l'Estrella que s'havia començat a demolir el 1784. L'arquitecte responsable de l'obra que va començar el 1786 era Mauro Mínguez.
L'edifici ha tingut diferents usos al llarg de la seva història, romanent fins i tot en un estat de semi abandonament que va portar a ser objecte d'espoli de part dels seus elements decoratius, com mostra el robatori de les baldes de les portes que va tenir lloc a l'estiu de l'any 2008. Eren unes peces de considerable antiguitat i que es trobaven catalogades, ja que formaven part de les portes de l'antic alcàsser de Sogorb del segle xvi. Les dues baldes, robades simbolitzaven dos peixos (d'uns 30 centímetres de llarg) retorçats per adaptar-se a la manera que els permetés realitzar la seva funció de baldes. Però aquest no era el primer atac dels espoliadors d'antiguitats, anteriorment se li va arrencar i es va robar l'embellidor del forrellat en el qual es representava la torre d'un castell que també era del segle xvi.
L'Ajuntament de Sogorb ha promogut en diferents moments un projecte per reconvertir l'anomenat Antic Hospital o Casa de la Misericòrdia en un complex hoteler, intentant mantenir les singulars característiques de l'edifici. Finalment, al juliol de l'any 2009, el ple de l'Ajuntament va decidir de sol·licitar una subvenció de «la màxima quantia econòmica possible», per a restaurar les façances, cobert i forjats de l'immoble, de manera que després es pogués dur l'adaptació interior als fins hostalers prevists.
Finalment, i després de ser rehabilitat l'any 2012, es va convertir en l'hotel Martí l'Humà. Aquesta restauració i equipament rebé el suport de la Conselleria d'Agricultura de la Generalitat Valenciana, la Diputació de Castelló i va ser finançada per l'Institut Valencià de Finances.

## Arquitectura
L'edifici presenta planta rectangular amb claustre central, de dues altures (que proporcionava il·luminació i ventilació a les sales i habitacions de l'immoble), presentant en les cantonades una torre d'estil escurialense.
La planta baixa presenta murs de carreu perfectament treballat, per la seva banda, les dues plantes superiors són de maçoneria i el sostre està rematat amb un ampli ràfec amb un fris d'estil neoclàssic.
Externament presenta una façana neoclàssica amb llindes i brancals en totes les portes i les finestres d'aquesta.

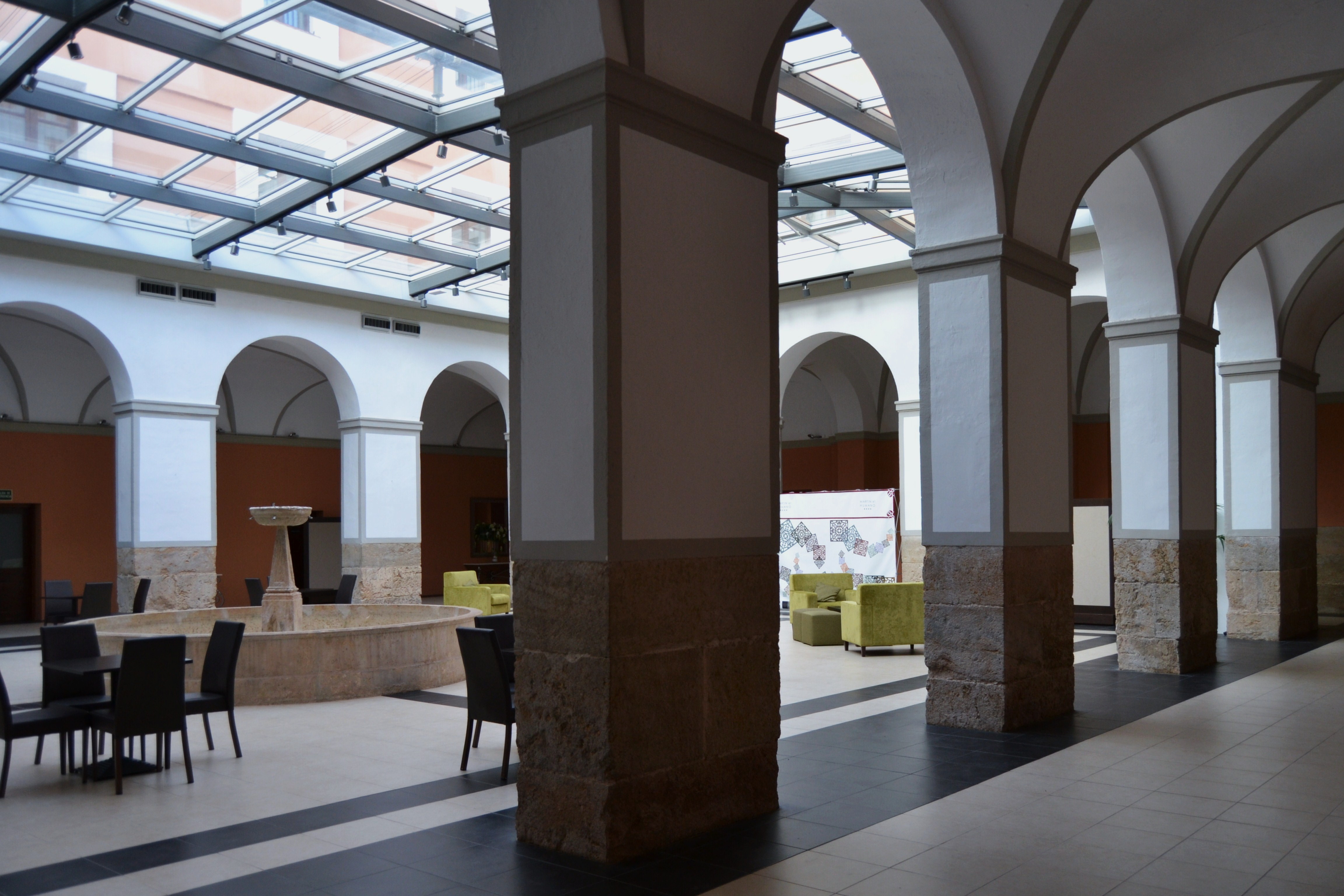
Claustre
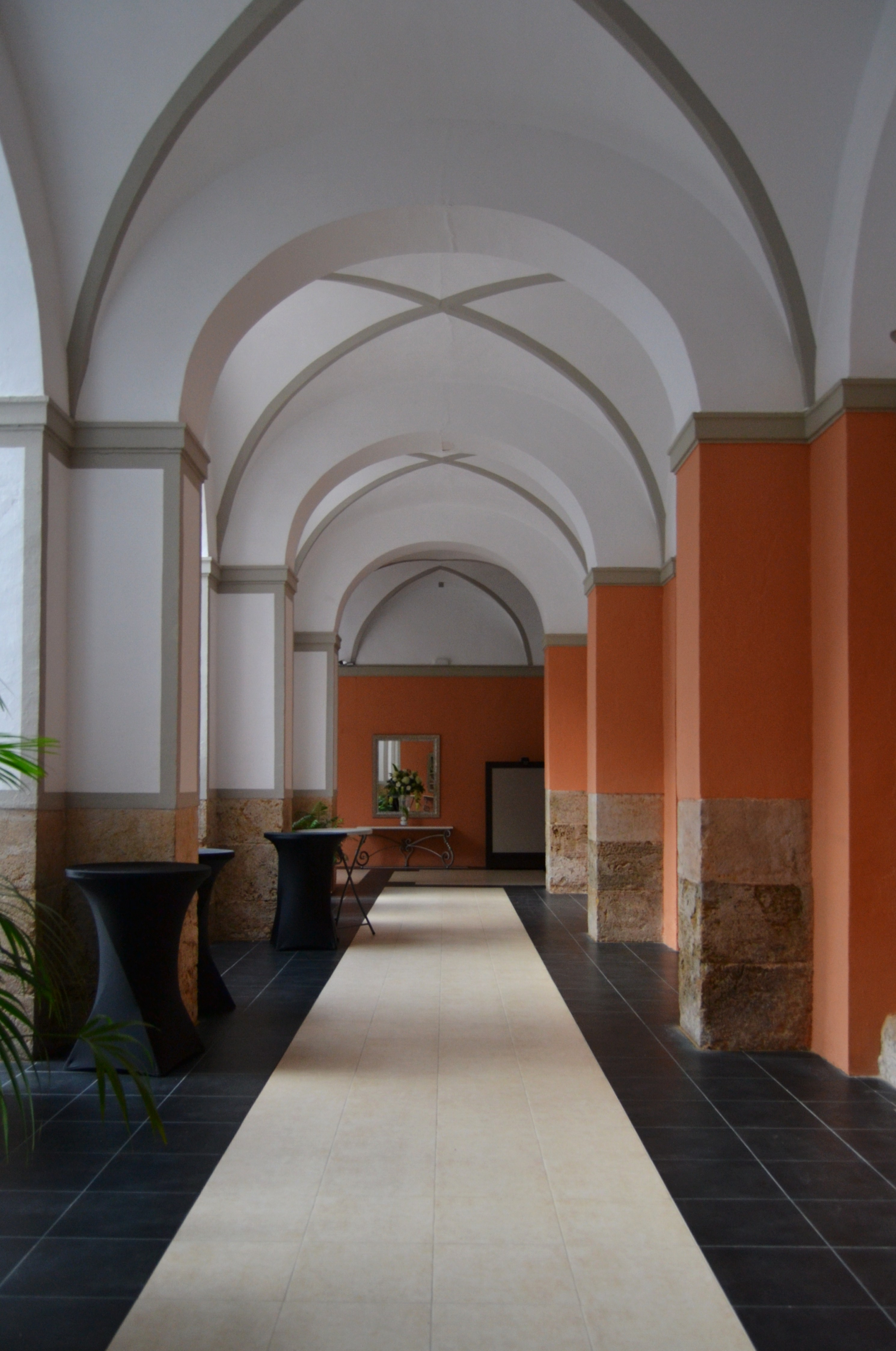
Galeria del claustre
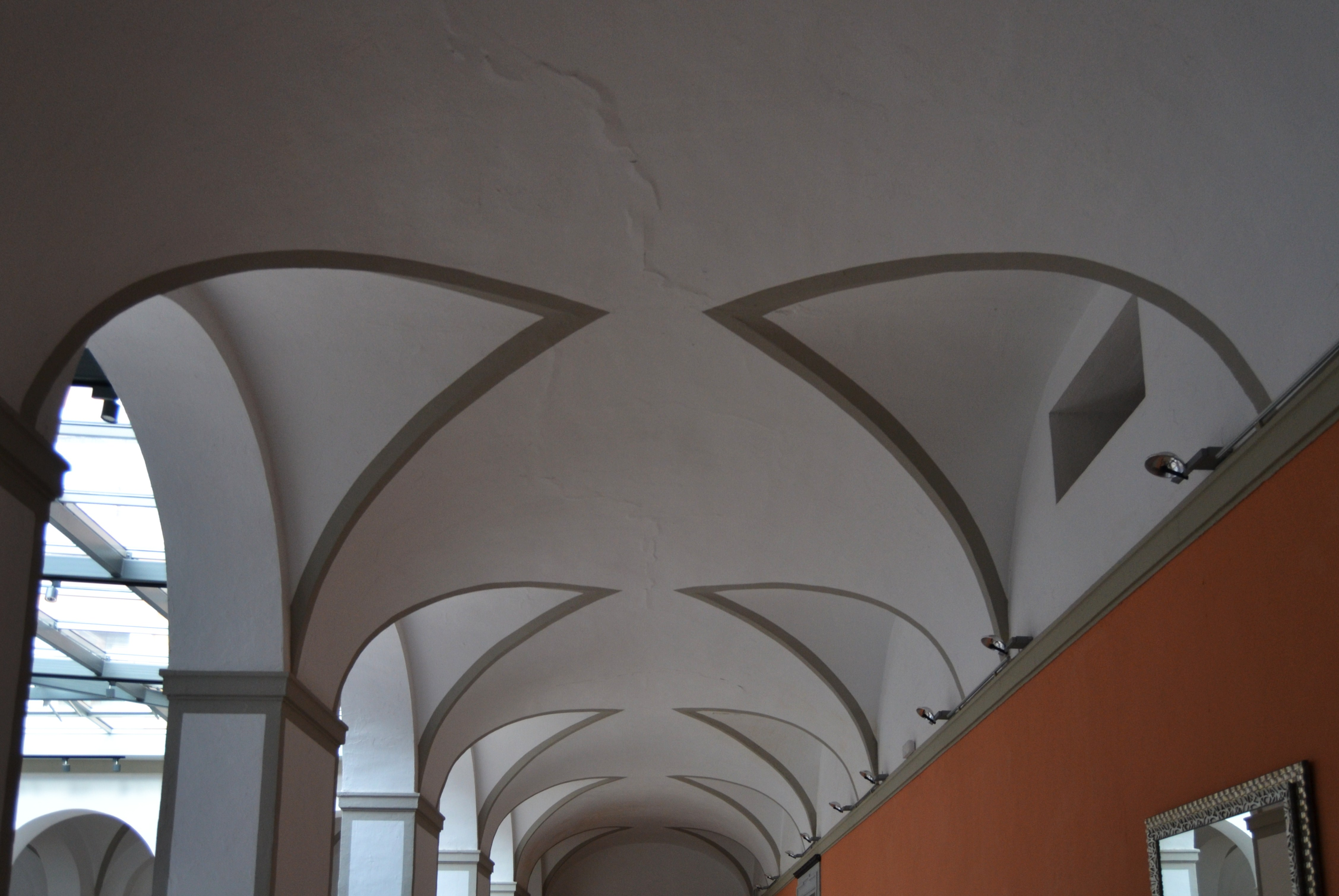
Detall volta coberta galeria del claustre
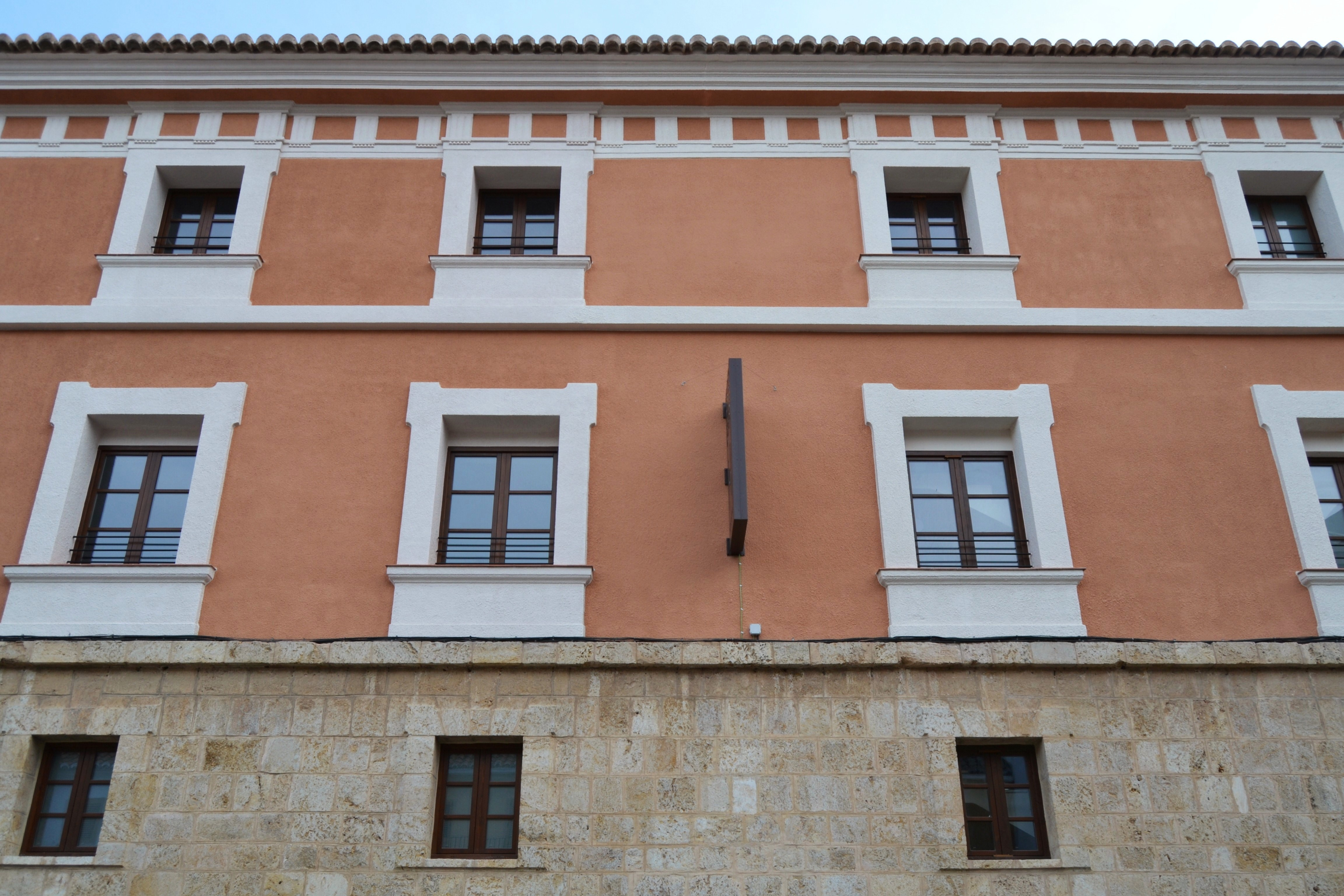
Detall façana antic hospital
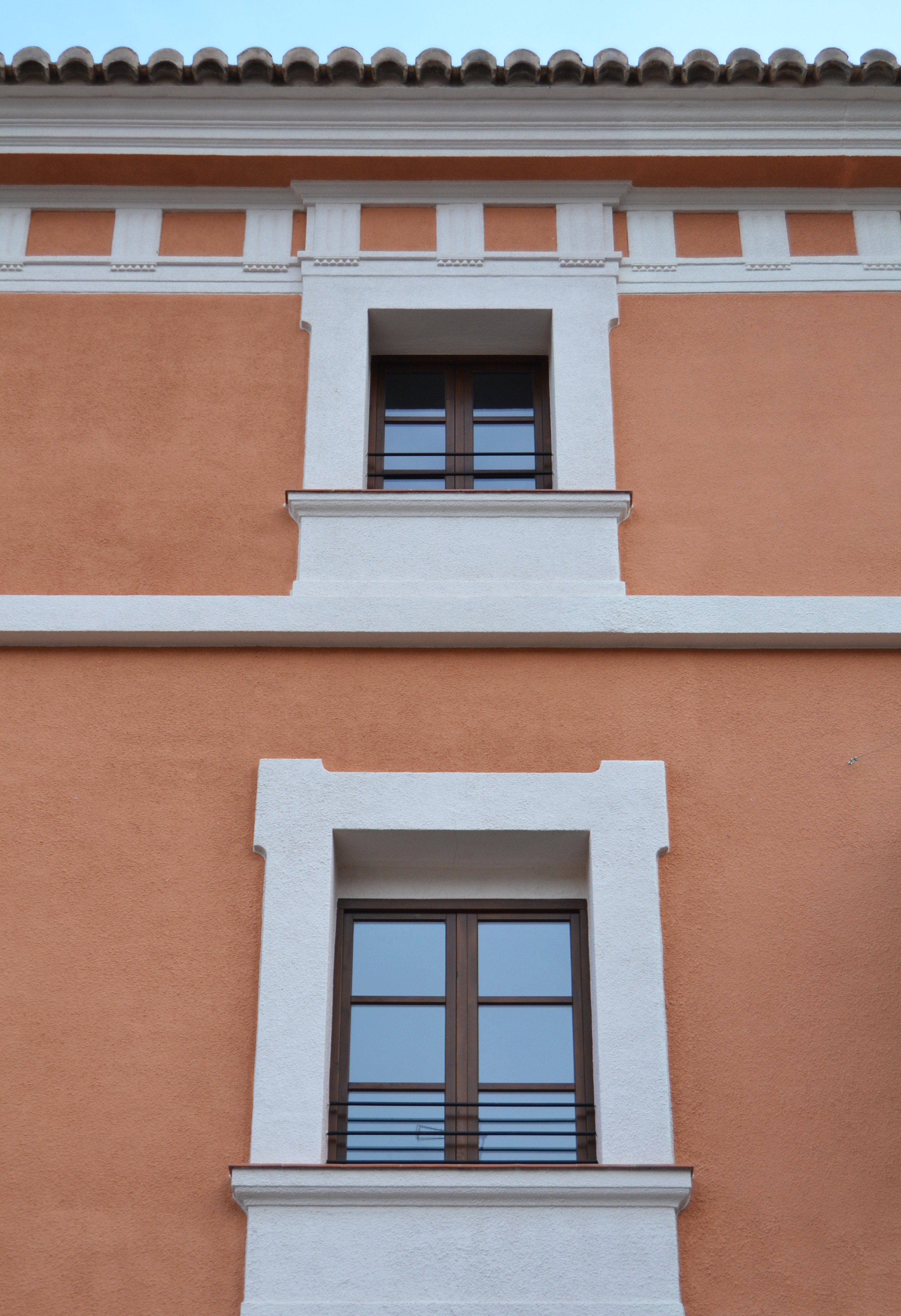
Detall llindes i brancals finestres
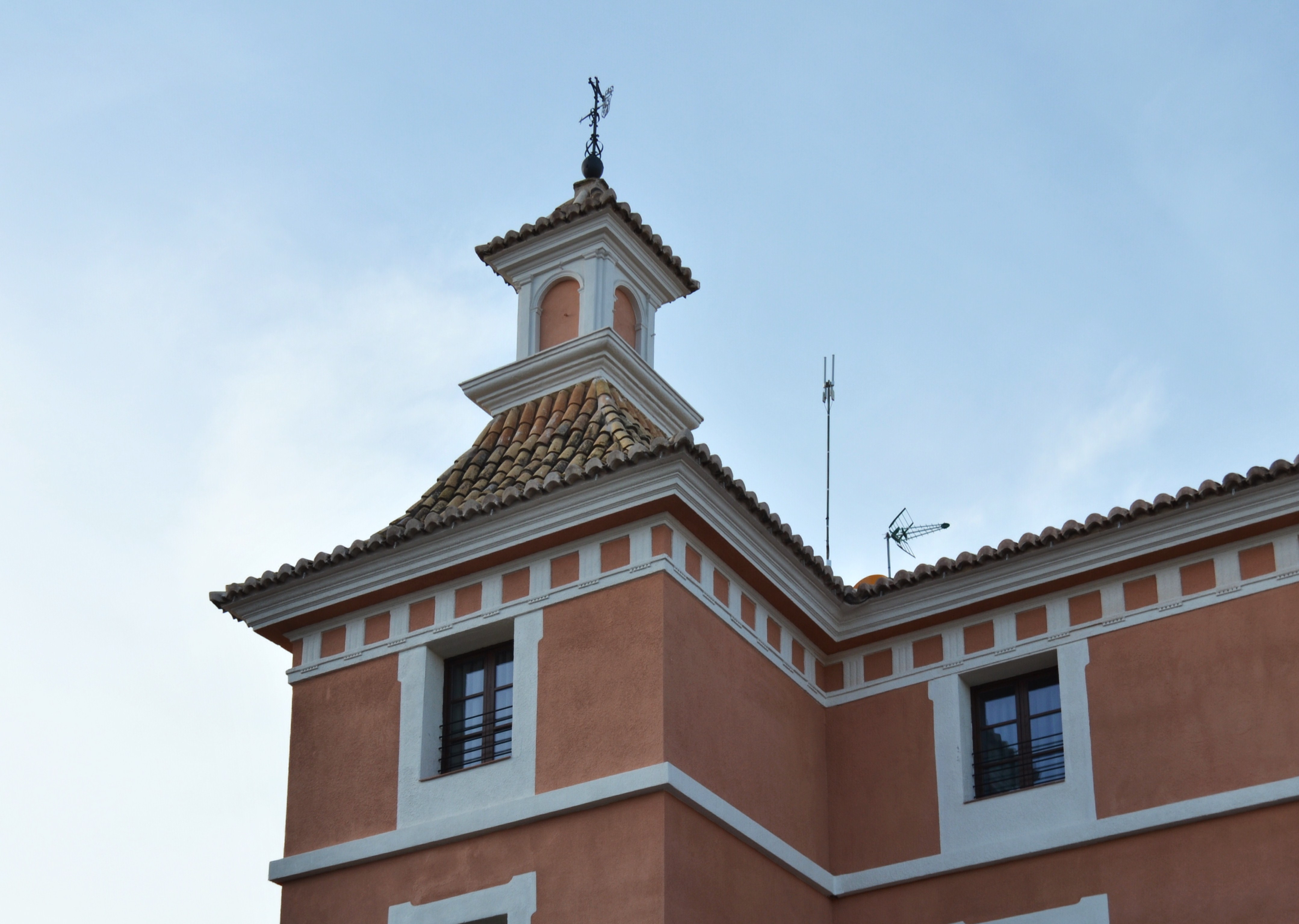
Detall de la torre
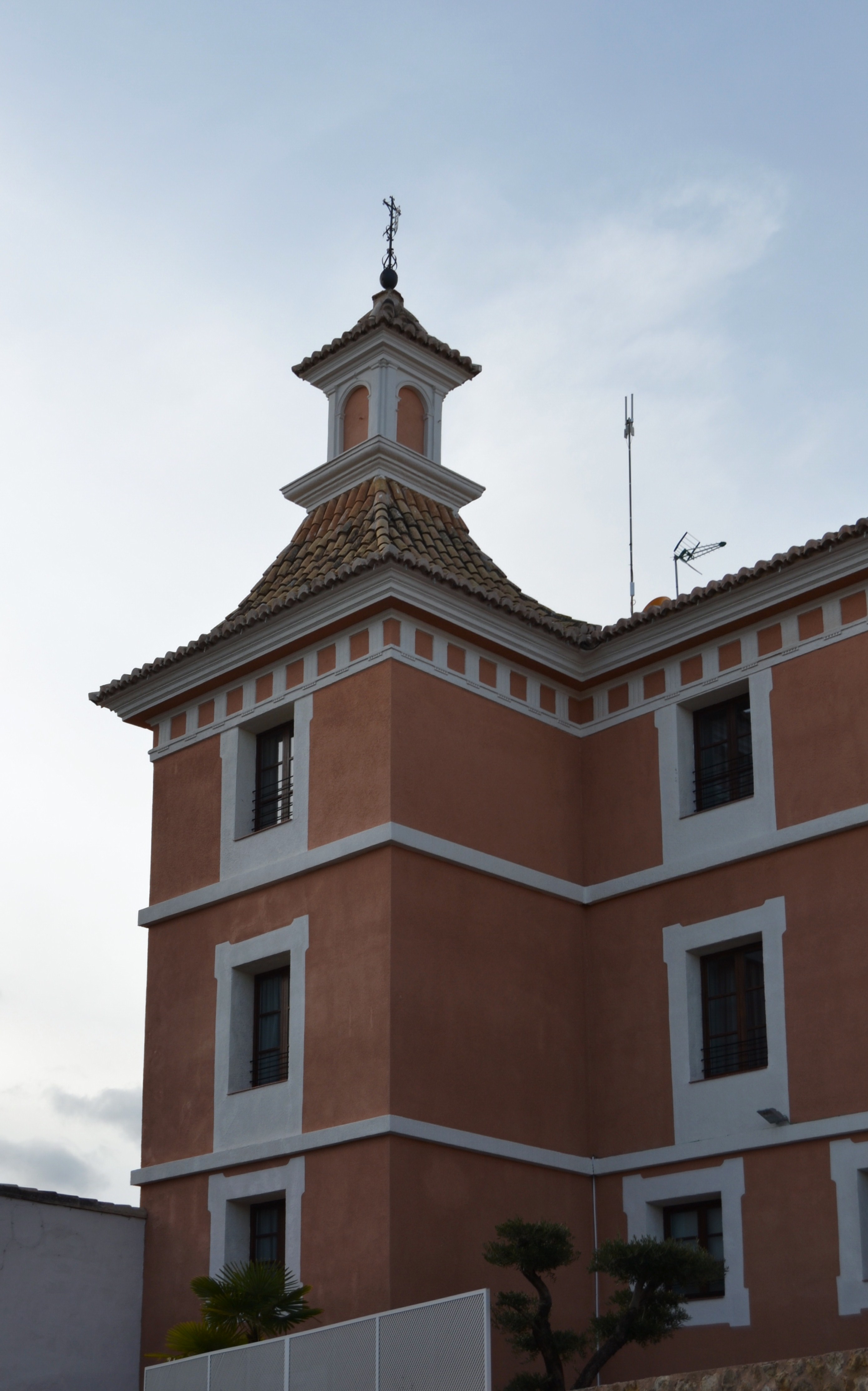
Vista d'una de les torres de les cantonades